# 弗里蒂弗·S·斯特兰德
弗里蒂弗·S·斯特兰德（瑞典語：Fritiof Stig Sjöstrand，1912年11月5日—2011年4月6日）是一位瑞典医生和组织学家，毕业于卡罗林斯卡学院，是使用电子显微镜观察生物组织的先驱。